# Meylan
Meylan is een gemeente in het Franse departement Isère (regio Auvergne-Rhône-Alpes). De gemeente telde 18.790 inwoners op 1 januari 2022. De plaats maakt deel uit van het arrondissement Grenoble.

## Geschiedenis

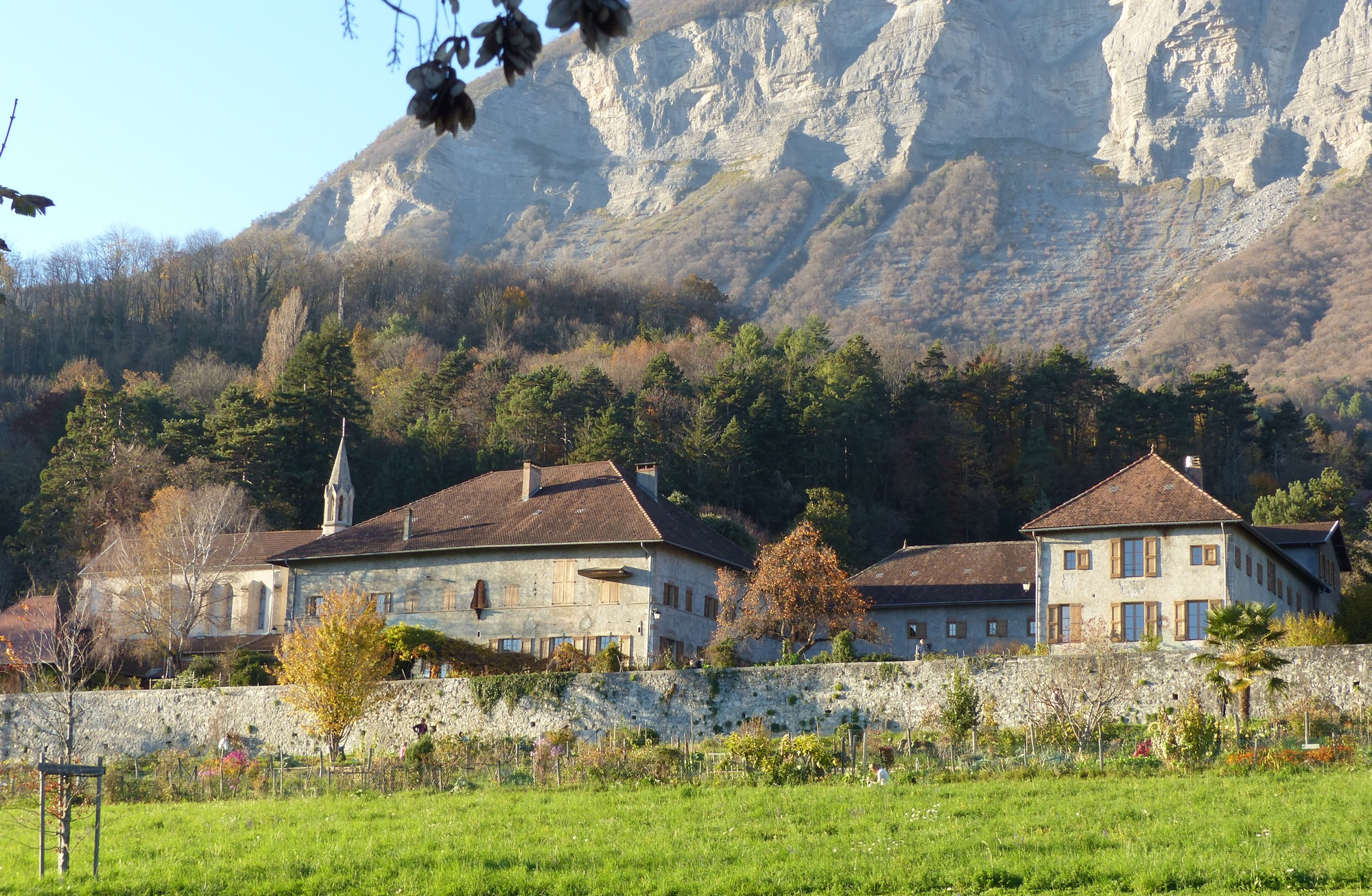
Clos des capucins, voormalig kapucijnenklooster

In de 17e eeuw werd het Château du Cizerin gebouwd. In 1855 werd dit verkocht aan een gemeenschap van kapucijnen. De volgende jaren werd het kasteel omgebouwd naar een klooster en werd er een neogotische kloosterkerk gebouwd. In 1880 werden de acht kapucijnen manu militari uitgewezen als gevolg van de Franse antiklerikale wetten. De gemeenschap keerde terug in 1887, maar in 1903 werden de paters opnieuw uitgewezen. Tussen 1906 en 1925 was het grootseminarie van het bisdom Grenoble hier gevestigd. Toen keerden de kapucijnen terug. In 1972 verlieten de kapucijnen het klooster en vier jaar later werden de gebouwen gekocht door de gemeente.
Na de Franse Revolutie werden vier landbouwdorpen, Saint-Mury, La Bâtie, Le Bouquéron en Meylan, samengevoegd tot een gemeente met 1.122 inwoners. Naast wijngaarden waren er akkers waar graan en hennep werden verbouwd. In 1900 kwam er een tramlijn naar Grenoble. De verstedelijking van de gemeente begon in de jaren 1950 en er werden nieuwe wijken gebouwd: Mi-Plaine (jaren 1960), Grand-Pré en Inovallée (Zirst) (jaren 1970), Maupertuis en Charlaix (jaren 1990).

## Geografie
De oppervlakte van Meylan bedroeg op 1 januari 2022 12,32 vierkante kilometer; de bevolkingsdichtheid was toen 1.525,2 inwoners per km². De gemeente ligt tussen de Isère in het zuiden en het Chartreusemassief in het noorden, nabij de Mont Saint-Eynard.
De onderstaande kaart toont de ligging van Meylan met de belangrijkste infrastructuur en aangrenzende gemeenten.

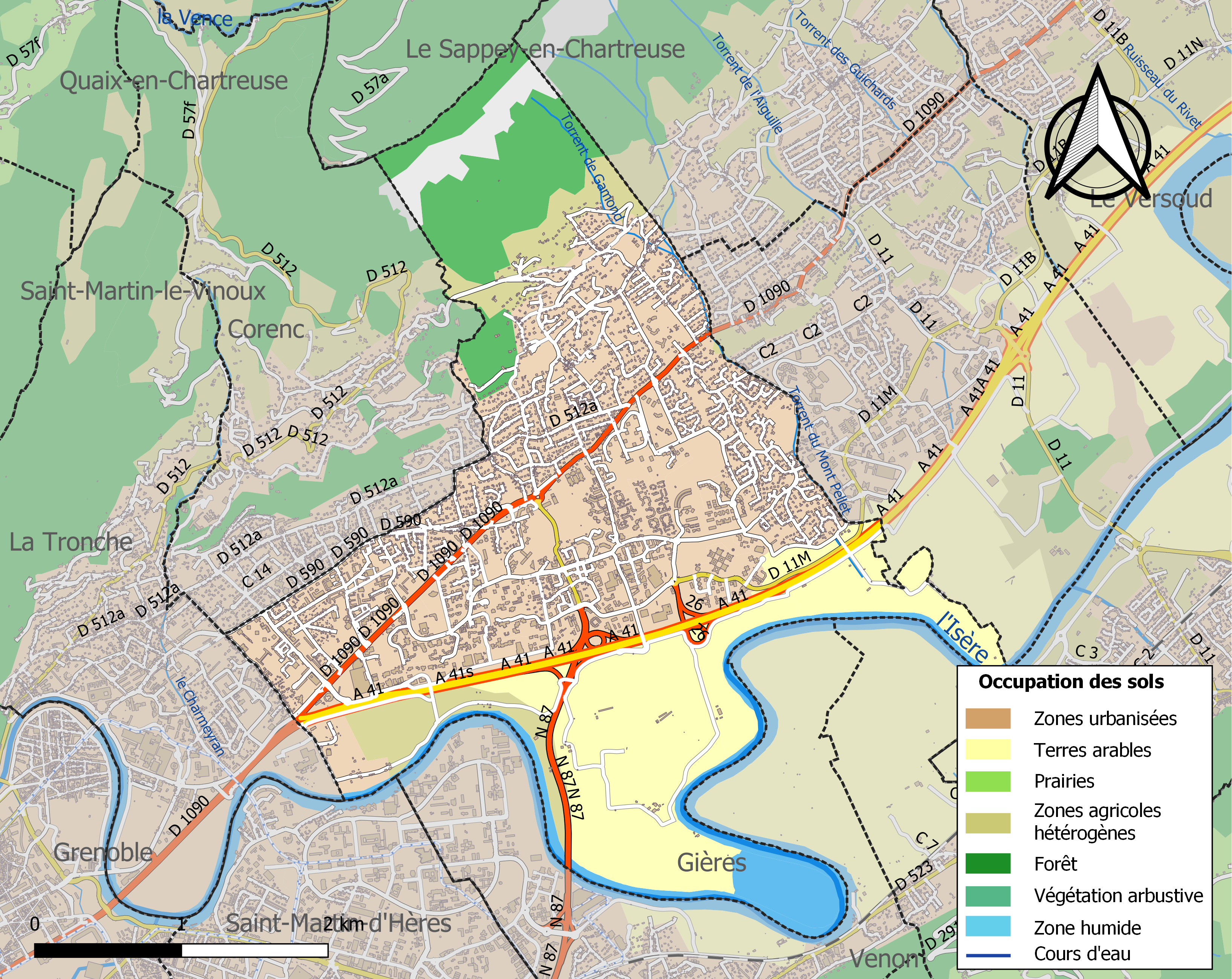

## Demografie
Onderstaande figuur toont het verloop van het inwonertal (bron: INSEE-tellingen).

## Verkeer en vervoer
De autosnelweg A41 loopt door de gemeente.